# Bertrand du Guesclin

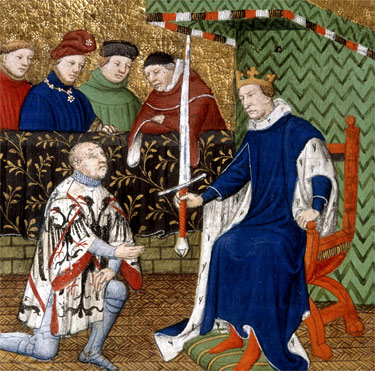
Beltrán Duguesclín, nombrado condestable, y recibiendo la espada de manos de Carlos V de Francia.

Bertrand du Guesclin, castellanizado como Beltrán Duguesclín (La Motte-Broons, Bretaña; entre 1315 y 1320 – Chateauneuf-de-Randon, Auvernia; 13 de julio de 1380), fue un militar y condestable francés. Du Guesclin es célebre en Francia por el papel que tuvo en la guerra de los Cien Años contra Inglaterra, y también en España por haber intervenido en las campañas que Enrique II de Trastámara, el Fratricida, sostuvo contra su hermano el rey Pedro I de Castilla.

## Orígenes
Era el mayor de los seis hijos de Juana de Malemains,  dama de Sens-de-Bretagne, y de Roberto II du Guesclin,  señor de la Motte-Broons. Según unas biografías noveladas poco creíbles, descendía de un rey bereber oriundo de Bugía, llamado Aquín, quien a mediados del siglo VIII se estableció en Armórica, donde edificó un castillo al que dio el nombre de Glay que, añadido al de Aquín, formó el apellido Glayaquín, convertido después en Gleaquín, Gleasquín o Gueaclín de donde Du Guesclín, habiendo prevalecido entre los castellanos la forma Claquín, pues Mosén Beltrán de Claquín lo llama Pedro López de Ayala en sus Crónicas. Agrega la leyenda que el rey Aquín, vencido por Carlomagno (que nunca estuvo en Bretaña), huyó con tal precipitación que abandonó a un hijo de un año de edad, a quien el vencedor hizo bautizar con el nombre de Giacquín. Según otra versión, avalada por títulos conservados en el obispado de Dol-de-Bretagne, la familia Duguesclín pertenecía a la casa de Dinan, que se fundió con las de Avaugour y Laval. Se cita también como tronco de la familia un tal Richer, señor del castillo de Gayclic, que vivía en la primera mitad del siglo XI.[cita requerida]
Su fealdad era legendaria: "Aquel hombre de cabeza enorme, cuerpo grande, piernas cortas, ojos pequeños, aunque de mirar vivo y penetrante", según un cronista de la época, debía muy pocos favores a la naturaleza: “Yo soy muy feo, decía, para ganarme el afecto de las mujeres; pero en cambio sé hacerme temer de mis enemigos". Ciertamente, su fuerza era extraordinaria, manejaba las armas con singular destreza, y era reputado como un guerrero duro y violento.

## Mercenario en la guerra de sucesión bretona (1341-1364)
Era el tipo perfecto de aquellos aventureros franceses del siglo XIV que vivían de la guerra y de la rapiña a favor del espantoso desorden que había provocado la guerra de los Cien Años. Muy joven, como jefe de las compañías blancas, a los dieciséis o diecisiete años, dio ya pruebas de su fuerza y osadía, derribando en un torneo a varios caballeros. En aquella época los ingleses dominaban gran parte de Francia, y al frente de un puñado de hombres emprendió contra ellos lucha encarnizada, apelando al sistema de guerrilla, de sorpresas y emboscadas, cuyas víctimas eran siempre destacamentos aislados y escoltas de convoyes.
Así empezó la fama militar de Duguesclín, pues tal sistema de guerra, poco conocido en Francia, contribuyó a debilitar mucho el poderío de Inglaterra en el Noroeste de aquel país. Dicen que en Vannes se sostuvo durante una noche, solo con veinte hombres, contra 2.000 o 3.000 ingleses. Sitiaban estos a Rennes, bajo el mando del Duque de Lancaster, y en pleno día, y con 100 hombres escogidos, atacó el campamento, incendió las tiendas y se apoderó de un convoy de 200 carros. Le desafió un caballero inglés, famoso entre los suyos por su fuerza prodigiosa, y fue vencido por Beltrán en singular combate y en presencia de sitiados y sitiadores. Rechazados estos en todos los asaltos que intentaron, se vieron forzados a levantar el sitio de Rennes 1357. Lo mismo les sucedió en Dinan, y también aquí el forzudo bretón venció al caballero inglés Tomás de Cantorbery que se atrevió a retarle. Como entonces la Bretaña no formaba parte de Francia, Beltrán había peleado por su propia cuenta o al servicio de Carlos de Blois. De todas maneras, es nombrado por este último como capitán de Pontorson y del Monte Saint-Michel además de otorgarle el señorío de La Roche-Derriere.

## Matrimonios y descendencia
Luego entró a servir al rey Carlos V de Francia y obtuvo el gobierno de Pontorson y una compañía de cien lanzas. Combatió de nuevo con los ingleses en Normandía; pasó después a Nantes, donde contrajo matrimonio (Probablemente 1363) con Tiphaine Raguenel (muerta en 1373), hija de Roberto III Raguenel, señor de Châtel-Oger, héroe del combate de los treinta, y de Juana de Dinan, vizcondesa de La Bellière.
Se casó después, el 21 de enero de 1374 en Rennes, con Juana de Laval (muerta después de 1385), hija del señor de Chatillón (muerto en 1398) y de Isabel de Tinteniac.  Tras su viudez, en 1380, Juana de Laval se casó de nuevo el 28 de mayo de 1384.
No se conoce descendencia legítima de Beltrán Duguesclín. En cambio, Juana de Laval, por su segundo matrimonio, es la antepasada de un número incalculable de nobles y soberanos de toda Europa.

## Al servicio del rey de Francia
Invadida otra vez Normandía por los ingleses, allá volvió Duguesclín y recuperó la mayor parte de las plazas de que aquellos se habían apoderado. Cuando Carlos de Blois y Montfort convinieron en repartirse Bretaña después de una guerra en que Beltrán había combatido contra el segundo, Carlos lo entregó en calidad de rehén a su rival, y como este, terminado el plazo convenido, se negara a darle libertad, Duguesclín se escapó y se presentó en la corte del rey de Francia Carlos V, quien le nombró general en jefe de las tropas que debían reconquistar la Normandía, invadida ahora por Carlos II, rey de Navarra. La victoria de Cocherel contra los soldados de este que mandaba el capitán de Buch le valió el título de mariscal de Normandía y el condado de Longueville. Pero poco después, el 29 de septiembre de 1364, perdió la batalla de Aurai y quedó prisionero de los ingleses. Libre gracias a 100.000 francos que costó su rescate,
Carlos V le confió la difícil misión de librar a Francia de las grandes compañías que asolaban el país y que entonces se hallaban reunidas en las llanuras de Chalóns. Eran los días en que el hijo bastardo de Alfonso XI de Castilla, Enrique de Trastamara, reclamaba auxilios de Francia contra su hermano el rey don Pedro.

## En el bando de Enrique de Trastámara

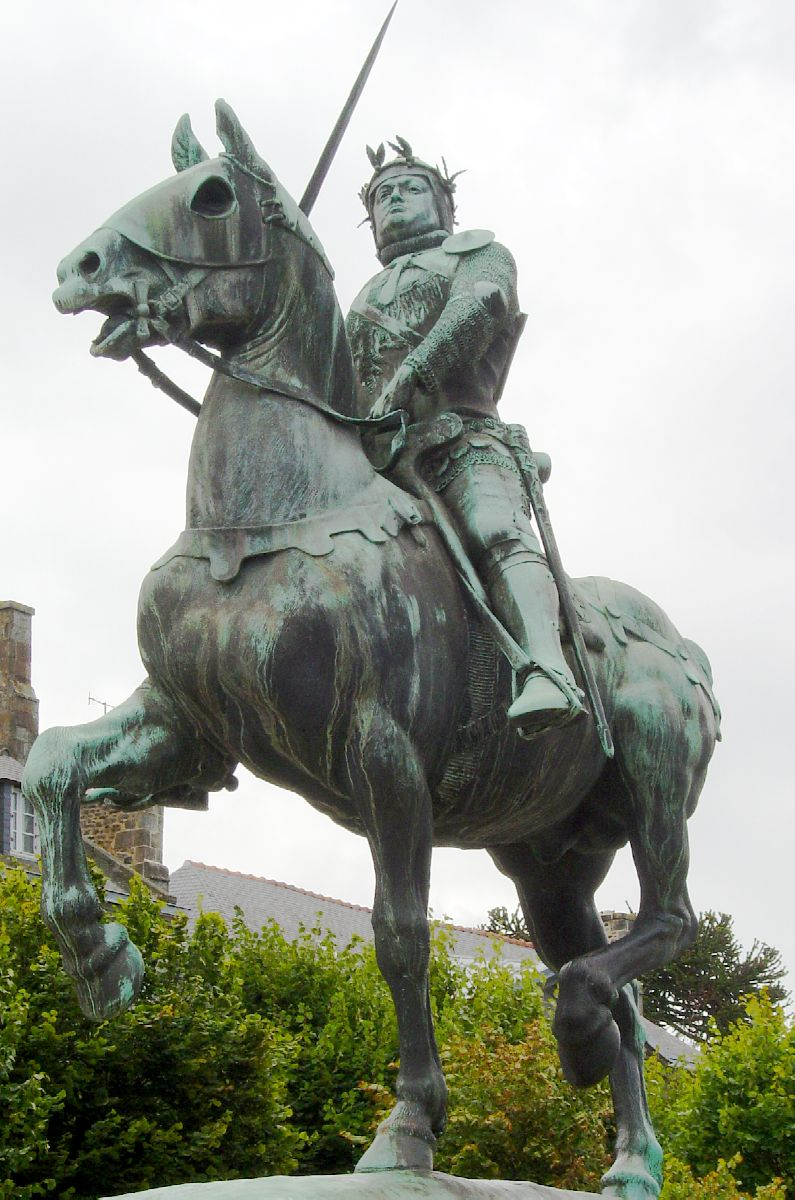
Estatua ecuestre de Beltrán Duguesclín en Dinan

Aprovechó esta coyuntura Duguesclín para proponer a las compañías que pasaran bajo sus órdenes a la península ibérica mediante 200 000 florines de oro, de los que dio la mitad, mal de su grado, el Papa, que en aquellos tiempos residía en Aviñón. Las tales compañías no llegaron a pelear en las tierras hispánicas, pues se volvieron a su país sin hacer nada de provecho; antes al contrario, cometieron toda clase de rapiñas y violencias, y Enrique de Trastamara, creyéndose ya rey de Castilla, las licenció pagándoles con esplendidez. Quedaron solo Beltrán Duguesclín con sus bretones y Hugo de Caverley, que también se ausentó después con sus gentes porque, como inglés, no quiso pelear contra el príncipe Negro, auxiliar del rey don Pedro. Cuando en Nájera tomaron posiciones los ingleses, Beltrán opinó que no debía darse la batalla; los castellanos fueron de distinto parecer y se libró reñido combate en el que aquel capitaneó la vanguardia y quedó vencido y cautivo (10 de abril de 1367). Recibió la libertad mediante rescate que él mismo fijó, pues la exigua cantidad que le exigía el príncipe Negro le pareció que no guardaba relación con la importancia que tan ilustre prisionero tenía, y en 1369 se presentó de nuevo en Castilla al frente de su compañía y se unió a don Enrique en el campo de Orgaz. Poco después Enrique y Beltrán ganaron la fácil victoria de Montiel, y terminó la sangrienta lucha entre los dos hermanos, como dice el historiador Lafuente, «con un acto de perfidia y felonía» por parte de Duguesclín. Fingió este que favorecía la fuga de don Pedro, encerrado en el castillo de Montiel, y lo atrajo a su tienda, donde le esperaba Enrique. Lucharon cuerpo a cuerpo los dos hermanos, y venció Enrique, gracias al supuesto auxilio que le prestó Beltrán (que, según la tradición, pronunció la frase "Ni quito ni pongo rey, pero ayudo a mi señor"). Bien recompensó al francés el nuevo rey de Castilla; antes le había transferido su condado de Trastamara,  otorgándole además el ducado de Molina; ahora le dio las poblaciones de Soria, Almazán, Atienza, Deza, Monteagudo de las Vicarías, Serón y otros lugares. Más adelante, cuando la escuadra castellana venció a la inglesa en La Rochela y aprisionó a su almirante el conde de Pembroke, que el rey entregó a Beltrán, con 100 000 francos de oro, recuperó por este precio las villas que antes le había dado.

## Retorno a Francia y muerte

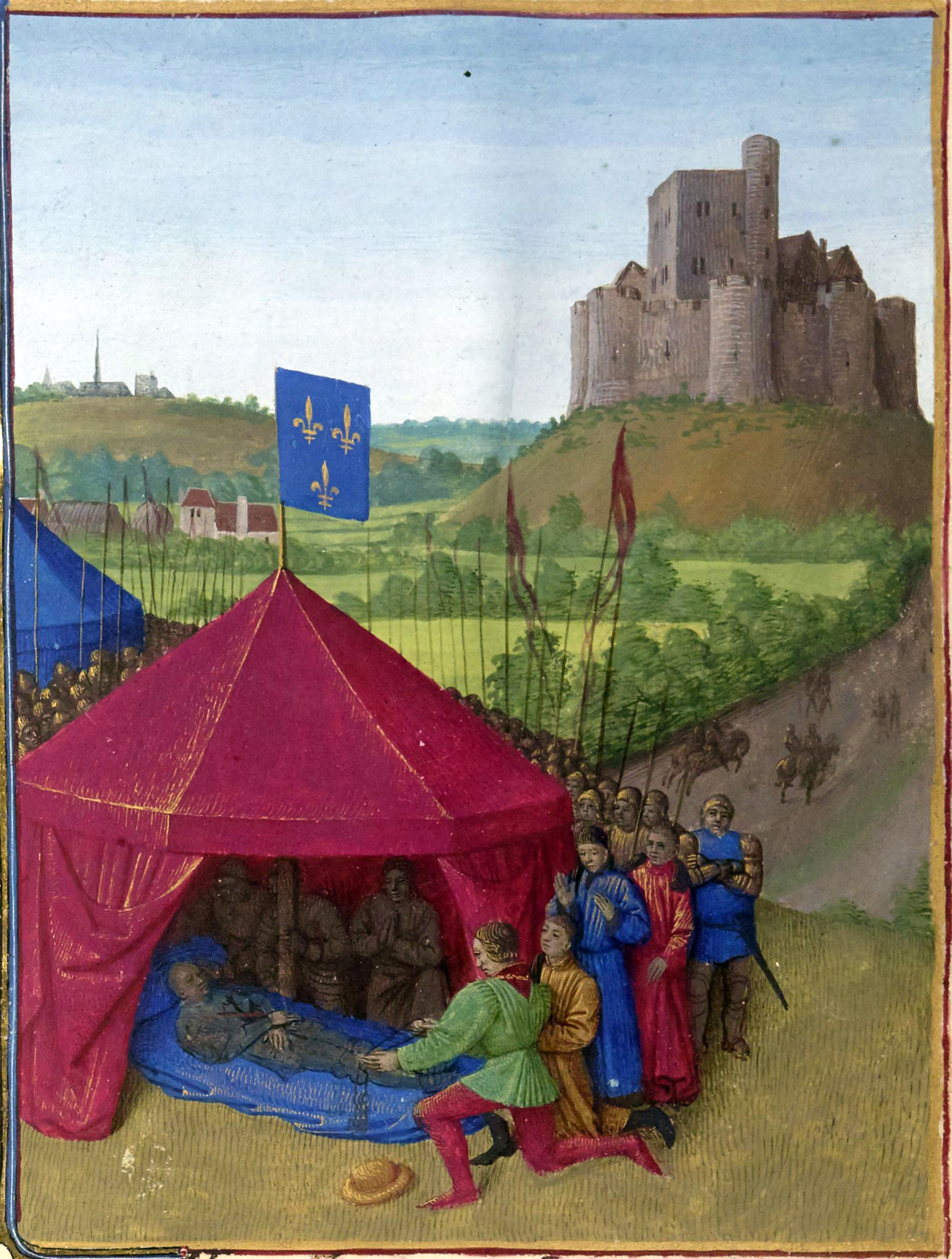
Muerte de Beltrán Duguesclín por Jean Fouquet

Al regresar Duguesclín a Francia fue nombrado condestable y renovó sus campañas contra los ingleses. Vencidos estos en todas partes, vencido también Monfort, el rey incorporó Bretaña a la corona, y entonces los bretones trataron a Duguesclín como traidor, y hasta sus mismos amigos y parientes le abandonaron. No parece, sin embargo, que aprobase la resolución del monarca, pues llegó a infundir sospechas a este, y aún se dice que renunció a su dignidad de condestable. Se preparaba a pasar a Castilla, a la corte de Enrique II, y habiéndose detenido ante el castillo de Randan, en el Gevaudan, que sitiaba el mariscal de Saucerre, cayó enfermo y luego murió de disentería (1380), tras haber reconquistado la mayor parte de los dominios ingleses en territorio francés. En reconocimiento a su figura, Carlos V lo hizo inhumar en la basílica de St. Denis, en la tumba de los Reyes de Francia. Su sepultura, como las de la mayor parte de los príncipes y dignatarios allí enterrados, fue profanada por los revolucionarios en 1793. Su corazón se encuentra en un catafalco en la iglesia de Saint Sauveur de Dinan.

## Importancia militar de su doctrina
La táctica que se haría famosa en la guerra de los Cien Años fue una creación doctrinaria de Du Guesclin: una estrategia de «tierra arrasada» frente al enemigo que lo ponía al borde de la desesperación por hambre y enfermedades. El general atacaba entonces a los debilitados enemigos mediante súbitas operaciones de hostigamiento llevadas a cabo con unidades pequeñas, profesionales y altamente móviles.
Dos de sus más destacados discípulos fueron Carlos d'Albret y el mariscal Boucicault, que intentaron en 1415 aplicar las tácticas guesclianas a la batalla de Agincourt. Sin embargo, fueron desautorizados por un triunvirato de duques encabezado por Juan Sin Miedo en favor de un gran ejército pesadamente armado en batalla abierta, lo que a la postre significó la derrota francesa, porque el jefe inglés (el rey Enrique V) adoptó y aprovechó las teorías que los contemporáneos de Du Guesclin no pudieron o no supieron aprovechar.

## Datos anecdóticos
- Tuvo su propio cantar de gesta, La Chanson de Bertrand du Guesclin de Jean Cuvelier, de hacia 1390, que fue descubierta y editada por Charrière en 1839.
- Aunque la mayoría de las representaciones hechas de Beltrán lo muestran con una espada, Duguesclín no utilizaba esta arma por su poca habilidad con ella, prefiriendo una gran hacha.
- Duguesclín se considera como "el Ganelón de Bretaña" por nacionalistas bretones que le acusan de haber atacado al ducado de Bretaña, entonces independiente, con las tropas del rey de Francia que controlaba como condestable. En 1977 el Frente de Liberación de Bretaña destruyó una estatua suya en Broons.[5]

## Cronología
1320:
       Nacimiento de Bertrand du Guesclin en el castillo de la Motte-Broons, cerca de Dinan.
   1337:
       Participa en un torneo en Rennes, gana anónimamente varias peleas antes de negarse a pelear con su padre, frente a quien se retira.
   1356:
       Durante el asedio de Rennes (1356-1357), abasteció a la ciudad y llevó a cabo varias ayudas.
   1359:
       Defiende Dinan, con éxito, asediado por tropas inglesas.
       18 de junio: durante el asedio de Melun, realiza el encuentro decisivo con el delfín Charles.
   1361:
       Fue hecho prisionero en Juigné sur Sarthe y liberado a cambio de un rescate.
   1363:
       Capturó varios pueblos ocupados por los ingleses y atacó sus barcos desde Saint-Pol-de-Léon.
   1364:
       Abril: toma Mantes el 7 de abril, Rolleboise el 9 de abril, Meulan el 11 de abril, luego Vernon, Vétheuil y Rosny.
       16 de mayo: victoria de Cocherel.
       29 de septiembre: es hecho prisionero durante la batalla de Auray.
   1365:
       Es liberado tras pagar un rescate de 100.000 libras.
       Septiembre: a petición de Carlos V de Francia, parte al frente de las Grandes Compagnies para ayudar a Enrique de Trastámara a convertirse en rey de Castilla.
       Diciembre: cruza los Pirineos por el paso del Perthus, y llega el 20 a Barcelona.
   1366:
       Febrero: llega a Zaragoza y entra en Navarra. Recibe el condado de Borjà
       Entra en Castilla y marcha contra Pedro el Cruel que se encuentra en Burgos.
       Mayo: entra en Toledo y luego en Sevilla.
       Junio: está en Córdoba.
   1367:
       Febrero: El ejército de Du Guesclin está en Santo Domingo de la Calzada.
       Abril: es hecho prisionero en la batalla de Nájera y llevado cautivo a Burdeos.
   1368:
       17 de enero: Bertrand du Guesclin, es liberado contra un rescate de 100.000 doblones de oro de Castilla.
       Primavera: a petición del duque de Anjou, hermano del rey de Francia, asedia Tarascón el 4 de marzo y entra en ella. Después de diecinueve días de asedio infructuoso, se retiró y cruzó de nuevo el Ródano, no sin perder Tarascon, tomada por las tropas de Provenza, luego sitió Arlés.
       Diciembre: es enviado a Castilla para ayudar a Enrique de Trastámara a conservar su trono.
   1369:
       14 de marzo: está al frente de las tropas en la decisiva batalla de Montiel.
   1370:
       20 de julio: Bertrand du Guesclin vuelve a Francia tras su campaña en España.
       2 de octubre: Bertrand du Guesclin es nombrado condestable de Francia, aclamado por el Gran Consejo.
       23 de octubre: firma un acuerdo de alianza con Olivier V de Clisson en Pontorson.
       1 de diciembre: Du Guesclin abandona Caen y se dirige hacia las tropas de Robert Knowles y Thomas Granson posicionadas entre Vendôme y Château-du-Loir.
       4 de diciembre: vence a las tropas inglesas en la batalla de Pontvallain.
       8 de diciembre: persiguiendo a los ingleses, los derrota frente a Bressuire.
       15 de diciembre: continúa su empuje y entra en Saumur.
   1371:
       Abril: Olivier V de Clisson y du Guesclin sitiaron Bécherel.
   1372:
       Febrero: toma Conches.
       Junio-julio: sus tropas toman Montmorillon, Chauvigny, Lussac, Moncontour, Sainte-Sévère.
       18 de septiembre: Du Guesclin firma el Tratado de Surgères con la nobleza de Poitou y Saintonge.
       Noviembre: Thouars vuelve al rey francés
   1373:
       Marcha y se asienta frente a Chizé. La ciudad es tomada tras la batalla de Chizé.
       Abril: el alguacil toma Niort, Lusignan, La Roche-sur-Yon, Cognac, Mortemer. Después del desembarco inglés en Saint-Malo, se dirigió a Bretaña.
       Junio: Du Guesclin asedia Brest en poder de los ingleses.
       14 de julio: ataca Jersey.
       agosto-diciembre: durante la cabalgata de Lancaster, hostigó a las tropas inglesas con otros capitanes.
   1374:
       agosto-septiembre: Du Guesclin y el duque de Anjou lanzan una ofensiva en Guyenne y toman Penne-d'Agenais, Saint-Sever, Lourdes, Mauléon, Condom, Moissac, Sainte-Foy-la-Grande, Castillon, Langon, Saint - Macaire, Sainte-Bazeille, La Réole.
   1375:
       17 de febrero: toma Gençay.
   1377:
       Julio: al final de la Tregua en Brujas, comienza la ofensiva terrestre contra los ingleses, en Bretaña y Guyena con el duque de Anjou
   1378:
       Abril-junio: Du Guesclin y Felipe II de Borgoña lanzan una campaña contra las posesiones normandas del rey de Navarra y conde de Evreux, Carlos, II aliado de los ingleses. Bernay, Carentan, Valognes, Avranches, Remerville, Beaumont, Breteuil, Saint-Lô, Évreux, Pacy-sur-Eure, Gavray, Nogent-le-Roi, Anet, Mortain y Pont-Audemer.
    Noviembre-diciembre: el asedio frente a Cherburgo es un fracaso.
1380:
    Junio-julio: lucha contra las grandes compañías que proliferan en Bourbonnais y Auvernia y pone sitio a Chaliers del 20 al 26 de junio.
    13 de julio de 1380: Bertrand du Guesclin muere enfermo durante el asedio de Châteauneuf-de-Randon.